# 1978 في النرويج
فيما يلي قوائم الأحداث التي وقعت خلال عام 1978 في النرويج.

## سياسة

### تعيين في المنصب
- 1 يناير – يان غروندال Governor of Svalbard [الإنجليزية]‏.

### انتهاء فترة المنصب
- 1 يناير – ويلي غرينير mayor of Bærum ‏.

## رياضة
- 1 يناير – الدوري النرويجي الممتاز 1978 الفائز نادي ستارت.
- 1 يناير – دوري كرة القدم النرويجي الدرجة الأولى 1978 الفائز نادي ميوندالن.
- 1 يناير – كأس النرويج 1978 الفائز نادي ليلستروم.

## مواليد

### يناير
- 1 يناير – يان إيجل أندريسن متزحلق نرويجي.
- 4 يناير – مارتن كنودسن لاعب كرة قدم نرويجي.
- 18 يناير – تور هوسهوفد درّاج طريق نرويجي.
- 21 يناير – إنجي أندريه اولسن لاعب كرة قدم نرويجي.

### فبراير
- 6 فبراير – تور هانسن لاعب كرة قدم نرويجي.

### مارس
- 1 مارس – رونار نورمانن لاعب كرة قدم نرويجي.
- 27 مارس – ماريوس باكن عداء مسافات طويلة نرويجي.

### أبريل
- 1 أبريل – توم هارالد هاغن حكم كرة قدم نرويجي.
- 1 أبريل – رون بيرغر لاعب ومدرب كرة قدم نرويجي.
- 17 أبريل – بيورن داهل لاعب كرة قدم نرويجي.
- 18 أبريل – إنغريد بيرنستن متزحلقة حرة نرويجية.

### مايو
- 17 مايو – كريستيان بيرغ لاعب كرة قدم نرويجي.
- 17 مايو – ميريام كريستنسن كاتبة نرويجية.

### يونيو
- 12 يونيو – ماريا بوك ممثلة نرويجية.

### يوليو
- 10 يوليو – راي كاي

### سبتمبر
- 3 سبتمبر – تارجي باكن موسيقي نرويجي.
- 14 سبتمبر – الكسندر آس لاعب كرة قدم نرويجي.

### ديسمبر
- 7 ديسمبر – كريستوفر هيفيو ممثل نرويجي.
- 25 ديسمبر – كاميلا هولث لاعبة كرلنغ نرويجية.

## وفيات

### يناير
- 16 يناير – أوتو داهل (مواليد 1914) سياسي نرويجي.

### فبراير
- 14 فبراير – نورة غولبراندسن (مواليد 1894)

### مايو
- 7 مايو – توم ويلمسن (مواليد 1911)
- 20 مايو – بيارن براستاد (مواليد 1895) موسيقي نرويجي.

### أغسطس
- 15 أغسطس – فيغو برون (مواليد 1885) رياضياتي نرويجي.

### سبتمبر
- 4 سبتمبر – كريستيان لودفيغ جنسن (مواليد 1885)
- 19 سبتمبر – هاري لين (مواليد 1896)

### ديسمبر
- 6 ديسمبر – هانس هايبيرغ (مواليد 1904) كاتب نرويجي.